# Ross Bass
Ross Bass, född 17 mars 1918 i Giles County, Tennessee, död 1 januari 1993 i Miami Shores, Florida, var en amerikansk demokratisk politiker. Han representerade delstaten Tennessee i båda kamrarna av USA:s kongress.
Bass utexaminerades 1941 från Martin Methodist College i Pulaski. Han deltog därefter i andra världskriget. Han var postmästare i Pulaski 1947-1954.
Bass representerade Tennessees 6:e distrikt i USA:s representanthus 1955-1964. Senator Estes Kefauver avled 1963 och guvernör Frank G. Clement utnämnde Herbert S. Walters till USA:s senat. Walters var inte intresserad av att ställa upp i fyllnadsvalet följande år. Bass besegrade Clement i demokraternas primärval inför fyllnadsvalet. I själva fyllnadsvalet besegrade han sedan republikanen Howard Baker. Bass tillträdde 4 november 1964 som senator för Tennessee. Två år senare kandiderade Bass till omval utan framgång. Han förlorade i demokraternas primärval mot Clement som i sin tur förlorade mot Baker. Bass efterträddes sedan av Baker i januari 1967. Med undantag av Newell Sanders 1912-1913 hade ingen republikan representerat Tennessee i senaten sedan rekonstruktionstiden.
Bass var metodist. Hans grav finns på Maplewood Cemetery i Pulaski.